# David Palmer (personnage de série télévisée)
Pour les articles homonymes, voir David Palmer et Palmer.
David Palmer est un personnage de la série télévisée américaine 24 heures chrono. C'est l'un des présidents des États-Unis. Il appartient au Parti démocrate. Son rôle est interprété par l'acteur américain Dennis Haysbert.

## Présentation
Candidat à l'élection présidentielle américaine lors de la première saison, il devient par la suite le premier Afro-Américain élu à la Maison-Blanche avant de devoir, dans la troisième saison, renoncer à son poste.
Longtemps tiraillé entre ses conseillers, sa famille, ses amis, longtemps balancé entre pouvoir et honnêteté, il demeure un exemple d'honneur, de lucidité et de franchise. Il noue des relations privilégiées avec le héros de la cellule anti-terroriste, Jack Bauer, relations qui culminent à la fin de la quatrième saison lorsque le président Palmer sauve la vie de Jack et lui permet d'échapper aux menaces d'extradition.
Il est le seul président des États-Unis à avoir terminé son mandat au cours de la série 24.
Le personnage de David Palmer est assassiné par un sniper d'une balle dans la gorge dans le premier épisode de la saison 5 de 24. Il s'agit là d'un des piliers de l'acte terroriste réalisé dans le cadre de cette saison[style à revoir].
David Palmer était sur le point de dénoncer une taupe gouvernementale au président des États-Unis actuellement en service, Charles Logan.
Sa mort est l'une des plus choquantes de 24 heures chrono, étant donné l'impact sur la série, il s'agissait d'un des plus grands personnages[style à revoir].